# Крымно (Ровненская область)
Крымно (укр. Кримне) — село в Варашской городской общине Варашского района Ровненской области Украины. Расположено на реке Стыр.
Население по переписи 2001 года составляло 196 человек. Почтовый индекс — 34320. Телефонный код — 3634. Код КОАТУУ — 5620886903.